# بعثة دبلوماسية

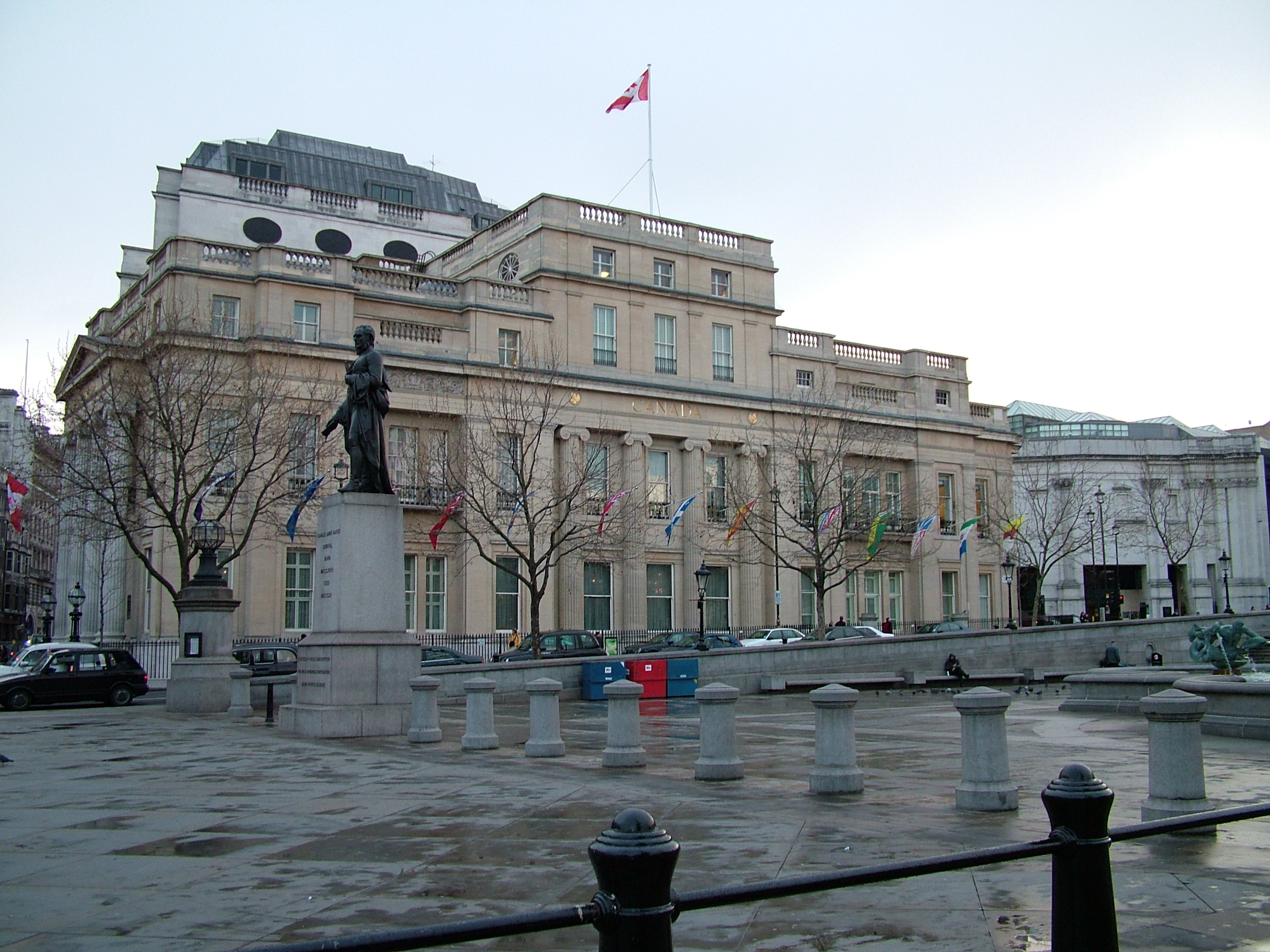

بَعْثَة دِبلوماسية (Diplomatic Mission) هي مجموعة من الممثلين الدبلوماسيين ترسلهم دولة ذات سيادة أو إحدى المنظمات الدولية أو الإقليمية بغرض تمثيلها لدى دولة أخرى، وفي الغالب ما يشير هذا المصطلح إلى البعثة المقيمة والتي تشغل سفارات أو قنصليات الدولة في غيرها من الدول.
وينقسم التمثيل الدبلوماسي بشكل عام إلى تمثيل دبلوماسي إيجابي وهو قيام دولة ذات سيادة بإيفاد وقبول بعثات دبلوماسية من وإلى غيرها من الدول، وتمثيل دبلوماسي سلبي وفيه تقبل الدولة منقوصة السيادة بعثات دبلوماسية من غيرها من الدول، دون أن يكون لها الحق في إيفاد بعثات إلى الخارج.

## المصطلح
قد يكون لدولة ما عدة أنواع مختلفة من البعثات الدبلوماسية في بلد آخر.
السفارة هي بعثة دبلوماسية تقع بشكل عام في عاصمة دولة أخرى وتقدم مجموعة من لخدمات، بما في ذلك الخدمات القنصلية.
المفوضية العليا هي صفارة دولة من دول الكومنولث تقع في دولة أخرى من دول الكومنولث.
البعثة الدائمة هي بعثة دبلوماسية لمنظمة دولية كبرى.
القنصلية العامة هي بعثة دبلوماسية تقع في مدينة رئيسية، عادة ما تكون غير العاصمة، والتي تقدم مجموعة كاملة من الخدمات القنصلية.
القنصلية هي بعثة دبلوماسية تشبه القنصلية العامة لكنها قد لا تقدم مجموعة كاملة من الخدمات القنصلية.
البعثة القنصلية هي مكتب القنصلية.
المفوضية هي مكتب تمثيلي دبلوماسي أدنى رتبة من السفارة. يرأس السفارة سفير خاص ومفوض من قِبَل الوزير. وقد تجاوز السفراء مرتبة الوزراء وكانت لهم الأسبقية في المناسبات الرسمية. يُعتبر المندوبين الشكل الأكثر شيوعًا للبعثات الدبلوماسية، لكن تم تحديدها بعد الحرب العالمية الثانية ومن ثم ترقيتها إلى سفارات.
القنصلية التي يرأسها قنصل فخري هي بعثة دبلوماسية يرأسها قنصل فخري لا يقدم سوى مجموعة محدودة من الخدمات.
رئيس السفارة معروف بأنه سفير أو مفوض سام. يستخدم مصطلح السفارة عادة أيضًا كفرع من المبنى الذي يضطلع فيه بعمل البعثة الدبلوماسية، لكن ، بالمعنى الدقيق، فهو يشير إلى الوفد الدبلوماسي نفسه هو الذي يقوم بدور السفارة، في حين أن الحيز المكتبي والعمل الدبلوماسي المنجز يطلق عليهما اسم مكتب البعثة الدبلوماسية. ولذلك، تعمل السفارة في الديوان.
يمكن لأعضاء البعثة الدبلوماسية أن يقيموا داخل المبنى الذي يوجد به مقر البعثة أو خارجه، وتتمتع مساكنهم الخاصة بنفس الحقوق التي يتمتع بها مقر البعثة فيما يتعلق بالحرمة والحماية.
جميع البعثات الموفدة إلى الأمم المتحدة تعرف ببساطة بالبعثات الدائمة، في حين تُعرف بعثات الدول الأعضاء في الاتحاد الأوروبي بالممثلين الدائمين، وعادة ما يكون رئيس هذه البعثة ممثلًا دائمًا وسفيرًا. تُعرف بعثات الاتحاد الأوروبي في الخارج بوفود الاتحاد الأوروبي. إن بعض البلدان تحمل تسميات أكثر خصوصية بالنسبة لبعثاتها وموظفيها: بعثة الكرسي الرسولي يرأسها سفير بابوي (باللاتينية: «مبعوث») ويعرف بالتالي باسم سفارة بابوية. في ظل حكم معمر القذافي، استخدمت بعثات ليبيا اسم المكتب الشعبي الذي يرأسه أمين عام.
تعرف البعثات بين دول الكومنولث باللجان العليا ورؤسائها مفوضين سامين. وبصفة عامة، يعتبر السفراء والمفوضون السامون مكافئين في مركزهم ومهامهم، وتعتبر السفارات واللجان العليا بعثات دبلوماسية.
في الماضي، كانت بعثة دبلوماسية برئاسة مسؤول أدنى مرتبة (مبعوث أو وزير مقيم) تُعرف باسم المفوضية. وبما أن مراتب المبعوث والوزير المقيم قد عفا عليها الزمن بالفعل، فإن تعيين المفوضين لم يعد يستخدم اليوم.
أما القنصلية، فهي شبيهة بالمكتب الدبلوماسي ولكنها ليست مماثلة له، مع فارق التركيز على التعامل مع الأفراد والأعمال التجارية، على النحو المحدد في اتفاقية فيينا للعلاقات القنصلية. القنصلية أو القنصلية العامة هي عمومًا ممثل خاص للسفارة في أماكن خارج العاصمة. على سبيل المثال، تمتلك الفلبين سفارة خاصة في واشنطن العاصمة، لكن أيضًا لديها سبع قنصليات عامة وأربع قنصليات في أماكن أخرى من الولايات المتحدة. يُعرف الشخص المسؤول عن القنصلية أو القنصلية العامة باسم القنصل أو القنصل العام على التوالي. يكن أيضًا تقديم خدمات مماثلة في السفارة (لخدمة منطقة العاصمة) فيما يسمى عادة بالقسم القنصلي.
في حالات النزاع، من الشائع أن يستدعي بلد ما رئيس بعثته كدلالة على استياءه. وهذا أقل خطورة من قطع العلاقات الدبلوماسية بالكامل، لكن البعثة تستمر بممارسة مهامها في العمل بشكل طبيعي إلى حد ما، لكنها تعيّن قائمًا بالأعمال لها (عادة نائب رئيس البعثة) الذي قد يتمتع بصلاحيات محدودة. يرأس البعثة أيضًا القائم بالأعمال المؤقت خلال الفترة ما بين نهاية ولاية أحد رؤساء البعثة وبداية ولاية آخر.

## الحصانة المحلية
على النقيض من الاعتقاد السائد، فإن البعثات الدبلوماسية لا تتمتع بحصانة محلية خارج نطاق الولاية الإقليمية بالكامل، وهي عمومًا ليست إقليمًا سياديًا للدولة الممثلة. بل إن مباني البعثات الدبلوماسية تظل خاضعة للولاية القضائية للدولة المضيفة في حين تمنح امتيازات خاصة (مثل الحصانة من أغلب القوانين المحلية) بموجب اتفاقية فيينا للعلاقات الدبلوماسية. وما يزال الدبلوماسيون أنفسهم يحتفظون بالحصانة الدبلوماسية الكاملة، ولا يجوز لسلطات البلد المضيف (باعتبارها دولة ملتزمة باتفاقية فيينا) أن تدخل مقر البعثة دون إذن من الدولة الممثلة، حتى لإطفاء الحريق. تحدد القواعد الدولية الهجوم على سفارة على أنه هجوم على الدولة التي تمثلها. كثيرًا ما يتم تطبيق مصطلح «حصانة محلية» على البعثات الدبلوماسية، لكن عادة بالمعنى الأوسع فقط.
بما أن سلطات البلد المضيف لا يجوز لها دخول سفارة البلد الممثل دون إذن، فإن السفارات يستخدمها أحيانًا اللاجئون الهاربون من البلد المضيف أو من بلد ثالث. على سبيل المثال، سعى مواطنو كوريا الشمالية، الذين كان سيتم اعتقالهم وترحيلهم من الصين عند الإمساك بهم، إلى الحصول على ملاذ في مختلف سفارات البلدان الثالثة في الصين. وبمجرد دخول السفارة، يمكن استخدام القنوات الدبلوماسية لحل المسألة وإرسال اللاجئين إلى بلد آخر.
من بين الانتهاكات الملحوظة للسفارة خارج الحدود الإقليمية الغزو المتكرر للسفارة البريطانية، بكين (1967)، وأزمة رهائن إيران في طهران، إيران (1979-1981)، وأزمة الرهائن في السفارة اليابانية في مقر إقامة السفير في ليما، بيرو (1996-1997).

## أنواع البعثات الدبلوماسية
تنقسم إلى :
السفارة:هي بعثة دبلوماسية تبعث بها دولة ما إلى دولة أخرى لتمثيلها والدفاع عن مصالحها ولتسهيل أعمال وشؤون مواطنيها المقيمين في الدولة المضيفة.

مفوضية عليا: هي سفارة إحدى دول الكومنولث لدى عاصمة دولة أخرى منها، ولكن يطلق عليها اسم مفوضية عليا.

بعثة دائمة: وفد دبلوماسي دائم في إحدى المنظمات الدولية الكبرى كمنظمة الأمم المتحدة.

قنصلية عامة: هي بعثة دبلوماسية لدولة معينة تتواجد في إحدى المدن الكبرى في دولة أخرى بخلاف العاصمة، وتقوم على تقديم مجموعة كاملة من الخدمات بما فيها الخدمات القنصلية مثل: طلبات استخراج شهادات ميلاد رسمية، وطلبات تجديد تصاريح العمل، وتأشيرات الدخول وغيرها.

قنصلية: تماثل القنصلية العامة لكنها لا تقدم كافة الخدمات التي تقدمها القنصلية العامة.

قنصل فخري: هو أحد رعايا الدولة المضيفة تختاره الدولة الموفدة لكنه لا يتمتع بكافة اختصاصات القنصل العادي، كما لا يتمتع بنفس حصاناته الدبلوماسية.

## وظائف البعثة الدبلوماسية
- تمثيل الدولة الموفدة لدى الدولة المضيفة.
- حماية مصالح الدولة الموفدة ومواطنيها في الدولة المضيفة.
- التفاوض مع حكومة الدولة المضيفة.
- المراقبة وإرسال تقارير حول الأوضاع والتطورات الاقتصادية، والثقافية، والتجارية، والعلمية لدى الدولة المضيفة.
- العمل على تنمية سبل التعاون بين البلدين.
- العمل على تنمية العلاقات التجارية، والاقتصادية، والثقافية، والعلمية بين البلدين.
- إصدار جوازات ووثائق السفر، وتأشيرات الدخول.